# Daemons Cernusco
I Daemons Cernusco sono la squadra di football americano di Cernusco sul Naviglio (Milano).

## Storia

### Fondazione e prima era: i Daemons Martesana
I Daemons nascono nel marzo 2004 a Brugherio, in un locale che ora non esiste più, L'Équipe d'O, da un'idea di Paolo Sironi, Gianluca Marconi, entrambi giocatori dal passato glorioso, e Matteo Planca, insieme costituiscono la Società Sportiva Martesana Football che scenderà in campo con il nome Daemons, Planca assume la carica di Presidente e Marconi il ruolo di Direttore Generale e vicepresidente.
La squadra viene affidata ad Alessandro Oliveto, che guiderà i Daemons due stagioni nel campionato NWC (a 9 giocatori) 2005-2006.
Il primo allenamento si svolge nel giugno 2004 presso il Centro M. Cremonesi di Brugherio,

#### 2005-2007
La prima stagione Daemons (2005) inizia il 21 settembre 2004 al Centro Sportivo Paolo VI di Brugherio con gli allenamenti in vista dell'esordio ufficiale e si conclude con l'organizzazione, a Brugherio, della finale NWC vinta dai Barbari Roma Nord. La stagione 2006, seconda ed ultima stagione con Coach Oliveto, registra l'aumento di interesse e del numero dei giocatori oltre al trasferimento a Cernusco sul Naviglio.
Nel 2007 avviene il passaggio dal campionato a 9 giocatori a quello a 11 con il nome Falcons; la stagione si conclude con 6 sconfitte su 6 partite.

#### 2008-2012
Nel 2008 i Daemons si trasferiscono a Cernusco su Naviglio e, sotto la spinta del Team Manager James Dewar, creano il proprio settore giovanile che, partendo dal flag football, segue i giovani Daemons fino alla prima squadra. Sempre nel 2008 si apre il ciclo delle semifinali: 2 (2008-2009) nel campionato Fidaf a 9 giocatori, guidati da Coach Marotta, e 2 (2010-2011) nel campionato Lenaf a 11 giocatori, la prima con il canadese Levio Ferracuti, la seconda con Andrea Vecchi e la perfect season interrotta solo in semifinale.
Il 2012 è l'anno del salto in IFL sempre guidati da Coach Vecchi i Daemons schierano tre giocatori americani: Jeff Souder (eletto miglior giocatore USA in Italia nel 2012 e 2013), Major Culbert e Jeff Franklin, insieme a parecchi giovani di talento che negli anni a venire potenzieranno e contribuiranno al successo di molte squadre IFL. Tra partite esaltanti e sconfitte di misura i Daemons sfiorano i play-off.

#### 2013-2014
Dopo l'esperienza IFL i Daemons ritornano nel campionato di seconda divisione affidando nuovamente la squadra a Coach Marotta. Privi degli americani e dei giocatori di spicco richiesti dalle altre squadre IFL i Daemons affrontano il campionato 2013 con un team rinnovato guadagnando, al termine della regular season, una wild card per i play-off. Alessandro "Tricheco" Vergani, guardia dei Daemons, disputa il campionato europeo con la maglia della nazionale italiana, diventando giocatore titolare nel suo ruolo.
Nel 2014 i Commandos Lecco confluiscono nel roster Daemons e insieme partecipano al campionato di seconda divisione, la squadra è giovane e Coach Marotta la conduce ad una stagione onorevole. Al termine del campionato si scioglie il consiglio direttivo e la squadra vive dei mesi pesanti pensando anche alla chiusura.

### La Rinascita: i Daemons Cernusco
Dopo essere stati vicini alla chiusura i Daemons ritrovano due colonne storiche, Gianluca Marconi e James Dewar, che rifondano la società insieme a Marco Sangalli, Sergio Doria e a un appassionato imprenditore milanese: GB Arsuffi. Nel marzo 2015 viene costituita la nuova società che per onorare il passato Daemons e la città che li ospita sceglie il nome Daemons Cernusco.

#### 2015
Il rinnovamento societario si estende anche alla prima squadra, Mario Rossi e Sergio Viotti vengono promossi, rispettivamente, al ruolo di Coordinatore Tecnico e Head Coach, la squadra affronta il campionato di Seconda Divisione con una compagine sbilanciata, ad una difesa solida si contrappone un attacco dal grande potenziale ma privo di esperienza. La stagione si conclude con un crescendo agonistico che, pur privando i Daemons dell'accesso ai play-off, inizia a mettere a frutto tutto il potenziale della squadra.
Il 4 luglio 2015 le Nyx Cernusco (team femminile Daemons) integrate nella compagine One Team (Nyx Cernusco, Sirene Milano, Squaw Verona) diventano le prime atlete tesserate Daemons a vincere un campionato tackle, battendo nel Rose Bowl le Neptunes Bologna; poche ore dopo, nella finale del campionato IFL, Giovanni Nsoa (un altro giocatore Daemons in prestito ai Seamen Milano), raggiunge lo stesso risultato.

#### 2016
Il 4 gennaio 2016 sbarca in Italia David Olivo che affianca Mario Rossi e Sergio Viotti nella conduzione della squadra con il ruolo di Offense Coordinator. I Daemons scendono in campo, sempre nel campionato di Seconda Divisione con una squadra più equilibrata rispetto al passato ma le novità introdotte da Coach Olivo hanno bisogno di tempo per essere sfruttate al meglio e la squadra alterna partite esaltanti a incontri meno positivi riuscendo comunque a mettere in mostra grinta e determinazione e a guadagnarsi l'accesso ai playoff passando il turno di Wild Card.
Le Nyx Cernusco (team femminile Daemons) con organico ridotto scelgono di giocare con i colori delle Neptunes Bologna e infilano la seconda perfect season consecutiva (9 vittorie consecutive in due stagioni per le atlete Daemons). Disputano il loro secondo RoseBowl classificandosi al secondo posto. La settimana successiva 2 giocatrici e il coach delle Nyx vengono convocati in nazionale. Con la maglia azzurra disputano la prima partita della storia del football americano femminile in Italia.

## Dettaglio stagioni

### IFL
| Stagione | regular season | regular season | regular season | regular season | regular season | regular season | playoff | playoff | playoff | playoff | playoff | playoff   | playoff    |
|          | Vin            | Par            | Per            | Tot            | PF             | PS             | Vin     | Per     | Tot     | PF      | PS      | risultato | avversaria |
| -------- | -------------- | -------------- | -------------- | -------------- | -------------- | -------------- | ------- | ------- | ------- | ------- | ------- | --------- | ---------- |
| 2012     | 4              | 0              | 7              | 11             | 291            | 320            | -       | -       | -       | -       | -       | -         | -          |
| Totale   | 4              | 0              | 7              | 11             | 291            | 320            | -       | -       | -       | -       | -       |           |            |

Fonte: Enciclopedia del Football - A cura di Roberto Mezzetti

### LENAF/Seconda Divisione
| Stagione | regular season | regular season | regular season | regular season | regular season | regular season | playoff | playoff | playoff | playoff | playoff | playoff          | playoff                   |
|          | Vin            | Par            | Per            | Tot            | PF             | PS             | Vin     | Per     | Tot     | PF      | PS      | risultato        | avversaria                |
| -------- | -------------- | -------------- | -------------- | -------------- | -------------- | -------------- | ------- | ------- | ------- | ------- | ------- | ---------------- | ------------------------- |
| 2010     | 7              | 0              | 1              | 8              | 169            | 39             | 1       | 1       | 2       | 9       | 30      | Semifinale       | Guelfi Firenze            |
| 2011     | 8              | 0              | 0              | 8              | 276            | 97             | 1       | 1       | 2       | 49      | 41      | Semifinale       | Titans Romagna            |
| 2013     | 5              | 0              | 3              | 8              | 131            | 84             | 0       | 1       | 1       | 0       | 7       | Wild Card        | Grizzlies Roma            |
| 2014     | 6              | 0              | 2              | 8              | 203            | 150            | 0       | 1       | 1       | 3       | 17      | Wild Card        | Cardinals Palermo         |
| 2015     | 4              | 0              | 4              | 8              | 105            | 79             | -       | -       | -       | -       | -       | -                | -                         |
| 2016     | 5              | 0              | 3              | 8              | 135            | 143            | 1       | 1       | 2       | 28      | 56      | Quarti di finale | Hogs Reggio Emilia        |
| 2017     | 2              | 0              | 6              | 8              | 101            | 163            | -       | -       | -       | -       | -       | -                | -                         |
| 2018     | 5              | 0              | 3              | 8              | 194            | 107            | 1       | 1       | 2       | 46      | 45      | Quarti di finale | Blue Storms Busto Arsizio |
| 2019     | 7              | 0              | 1              | 8              | 219            | 108            | 1       | 1       | 2       | 57      | 29      | Semifinale       | Pretoriani Roma           |
| 2021     | 3              | 0              | 3              | 6              | 149            | 122            | 0       | 1       | 1       | 25      | 34      | Semifinale       | Giaguari Torino           |
| Totale   | 52             | 0              | 26             | 78             | 1692           | 1092           | 5       | 8       | 13      | 217     | 259     |                  |                           |

### Serie C/Serie B (terzo livello)/Nine League/Arena League/CIF9
| Stagione | regular season | regular season | regular season | regular season | regular season | regular season | playoff | playoff | playoff | playoff | playoff | playoff    | playoff         |
|          | Vin            | Par            | Per            | Tot            | PF             | PS             | Vin     | Per     | Tot     | PF      | PS      | risultato  | avversaria      |
| -------- | -------------- | -------------- | -------------- | -------------- | -------------- | -------------- | ------- | ------- | ------- | ------- | ------- | ---------- | --------------- |
| 2005     | 2              | 0              | 4              | 6              | 73             | 121            | -       | -       | -       | -       | -       | -          | -               |
| 2006     | 2              | 0              | 4              | 6              | 110            | 102            | -       | -       | -       | -       | -       | -          | -               |
| 2008     | 7              | 0              | 1              | 8              | 173            | 50             | 0       | 1       | 1       | 10      | 25      | Semifinale | Giganti Bolzano |
| 2009     | 3              | 0              | 3              | 6              | 94             | 57             | 2       | 1       | 3       | 29      | 24      | Semifinale | Giganti Bolzano |
| 2012     | 0              | 0              | 6              | 6              | 32             | 213            | -       | -       | -       | -       | -       | -          | -               |
| Totale   | 14             | 0              | 18             | 32             | 482            | 543            | 2       | 2       | 4       | 39      | 49      |            |                 |